# セネカ湖 (ニューヨーク州)
セネカ湖（セネカこ、Seneca Lake）は、アメリカ合衆国ニューヨーク州にあるフィンガーレイクスのうち最大の湖。また州内で最も水深の深い氷河湖でもある。湖ではレイクトラウトがよく獲れ、全米レイクトラウト・ダービーも開催される。その水深の深さとアクセスの良さからアメリカ海軍がソナーの試験などで利用している。湖の名前は周辺で生活していたアメリカ先住民のセネカ族に由来する。
周辺ではブドウ栽培が盛んで、50軒ほどのワイナリーが立ち並んでいる。

## 概要
- 全長：38マイル (61 km)
- 貯水量：3.81立方マイル (15.9 km3)
- 平均水深：291フィート (89 m)
- 最大水深：618フィート (188 m)
- 面積：66.9平方マイル (173 km2)

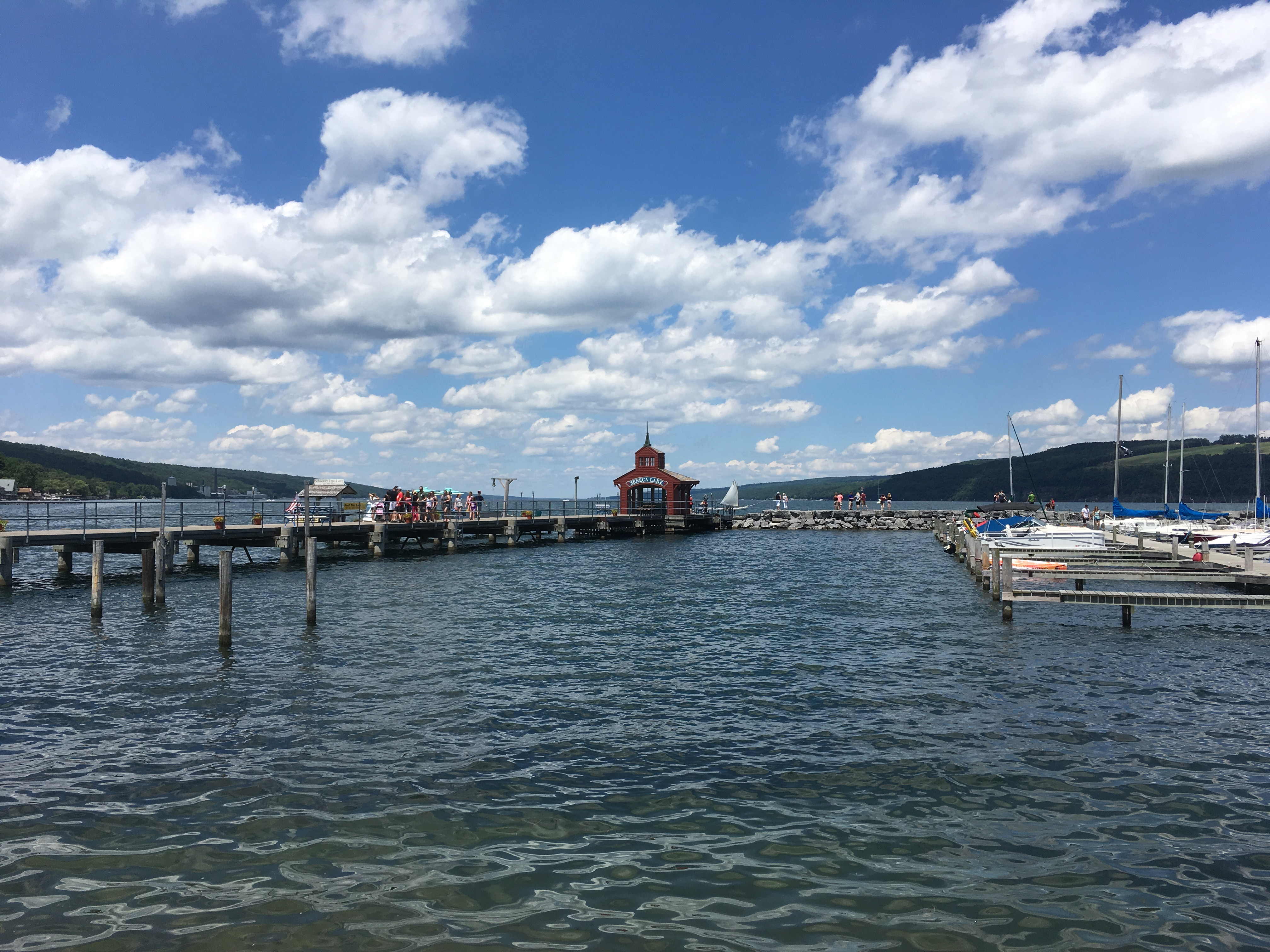
ワトキンス・グレン側から見たセネカ湖の様子

セネカ湖にはキャサリン川とキューカ湖水道が流入し、セネカ川とカユーガ・セネカ運河が流出する。
地下から毎分328,000ガロン（1,240㎥）の水が湧出しており、これが主な水の供給源となっている。またこの湧水のおかげで水の循環が起こるため、湖水の凍結が起こりにくくなっている。また水深が深いため水温はほぼ摂氏4度で安定しているが、夏場は水面から10〜15フィート（3〜4.6m）の水温が華氏70〜80度（摂氏21〜27度）まで上昇する。

## 生態系
アメリカ東北部の水深の深い湖に典型的な生物（レイクトラウトやタイセイヨウサケなど）が生息し、浅い部分にはバスなどが生息している。

## 歴史
およそ200万年前に氷河の侵食を受けて形成された氷河湖である。当時は厚さ2マイル（3,200m）にわたる氷河がこの地域に横たわり、それによってフィンガーレイクスが形成されたと考えられている。
この地域には200年以上前からイロコイ族の集落があった。アメリカ独立戦争時セネカ湖周辺のインディアンが王党派側についたため、1779年にはサリバン遠征が行われた。ジョージ・ワシントン率いる大陸軍がこの地を攻略し、50近くの村が焼き払われた。現代ではセネカ湖の東側に遊歩道が整備され、遠征の道筋を辿ることができる。
戦争に敗北したイロコイ連邦は土地を取り上げられ、数百エーカーもの土地が大陸軍兵士たちに売り払われた。その後1790年ごろから白人の移住が始まったが、当初は近隣に市場がなく孤立していた。その後1825年にエリー運河が開通し、人々は物資を手に入れられるようになった。
この運河によってフィンガーレイクスから外洋へ直接出られるようになり、数多くの蒸気船やバージがセネカ湖まで交易のため訪れるようになった。
セネカ湖では数多くのバージが操船中のミスで沈没しており、現在はそれらが湖の南西に集められてダイビングスポットとなっている。

## レジャー
セネカ湖は釣り場として非常に人気で、トラウト類やサーモン、バスなどを釣ることができる。

## 伝説

### 大蛇
1900年7月、地元新聞は1年前の7月14日に数十人の乗客を乗せた蒸気船オテチアーニ号が、「鋭い白い歯が2列ある」全長25フィートの怪物に遭遇したというニュースを取り上げた。話によるとその汽船は怪物を追いかけてわざと全速力で突撃し、怪物の背中に外輪をぶつけた。そしてその衝撃で怪物の背骨が折れ、長さ4フィートの頭を上げて息絶えたという。その後船は怪物をロープで繋いで岸まで運ぼうとしたが、途中で湖底に沈んでしまった。記事にはこのようにあったが、その後「ジュネーブ・ガジェット」紙にこの記事はいたずらだったと掲載された。

### 岩に描かれた絵について
湖の南端、東側の崖の下にある岩にはアメリカ国旗とティピー、そして数人のアメリカ先住民が描かれている。この絵は1779年、セネカ族がサリバン遠征から逃れた後に描かれたと言われているが、歴史家のバーバラ・ベルはこの説に疑問を投げかけた。彼女は逃亡後すぐに絵を描きに戻ったとは考えにくいと主張し、観光客向けにもっと後に描かれたのではないかと考えた。
またより目立つように描かれた先住民、国旗、ティピーはサリバン遠征50周年を記念して1929年に追加されたことが知られているが、実はこの追加された部分には2つの誤りが含まれている。1つはセネカ地方の先住民がティピーではなくロングハウスを利用していたこと、そして2つ目は国旗が左向きに描かれていることである。

### セネカの銃声
セネカ湖では、原因不明の大砲のような音が響くことがあり、現地ではセネカ・ガン、レイク・ドラム、レイク・ガンなどと呼ばれている。小説家ジェイムズ・フェニモア・クーパーはこの現象を題材にして『ザ・レイク・ガン』という短編を1851年に発表した。

## サンプソン海軍・空軍基地
セネカ湖の東側にはかつてサンプソン海軍基地があり、第二次世界大戦期に利用されていた。その後朝鮮戦争時にはサンプソン空軍基地として基本訓練に利用された。その後空軍基地は閉鎖されたが2000年まではセネカ陸軍飛行場として利用された。現在では演習場も閉鎖され、サンプソン州立公園として開放されている。
現在でも海軍水面下戦闘センターが設置され、ソナーの試験が行われている。原子力潜水艦シーウルフ開発の際には、同艦のスケールモデルを利用したソナー試験がこのセンターで行われた。

## 水質ブイ
湖の中心部には環境調査用のブイが設置され、風速・風向、湿度、気温、気圧、放射照度、水深と水温、熱伝導率、濁度などを計測している。
このブイが最初に設置されたのは2006年6月で、現地の水深はおよそ200フィート（61m）である。

## ワイン産業
セネカ湖周辺では、ブドウ栽培とワイン醸造が19世紀から行われており、1866年設立のセネカ湖ワイン会社が地域初のワイナリーである。